# Afera reprywatyzacyjna w Warszawie

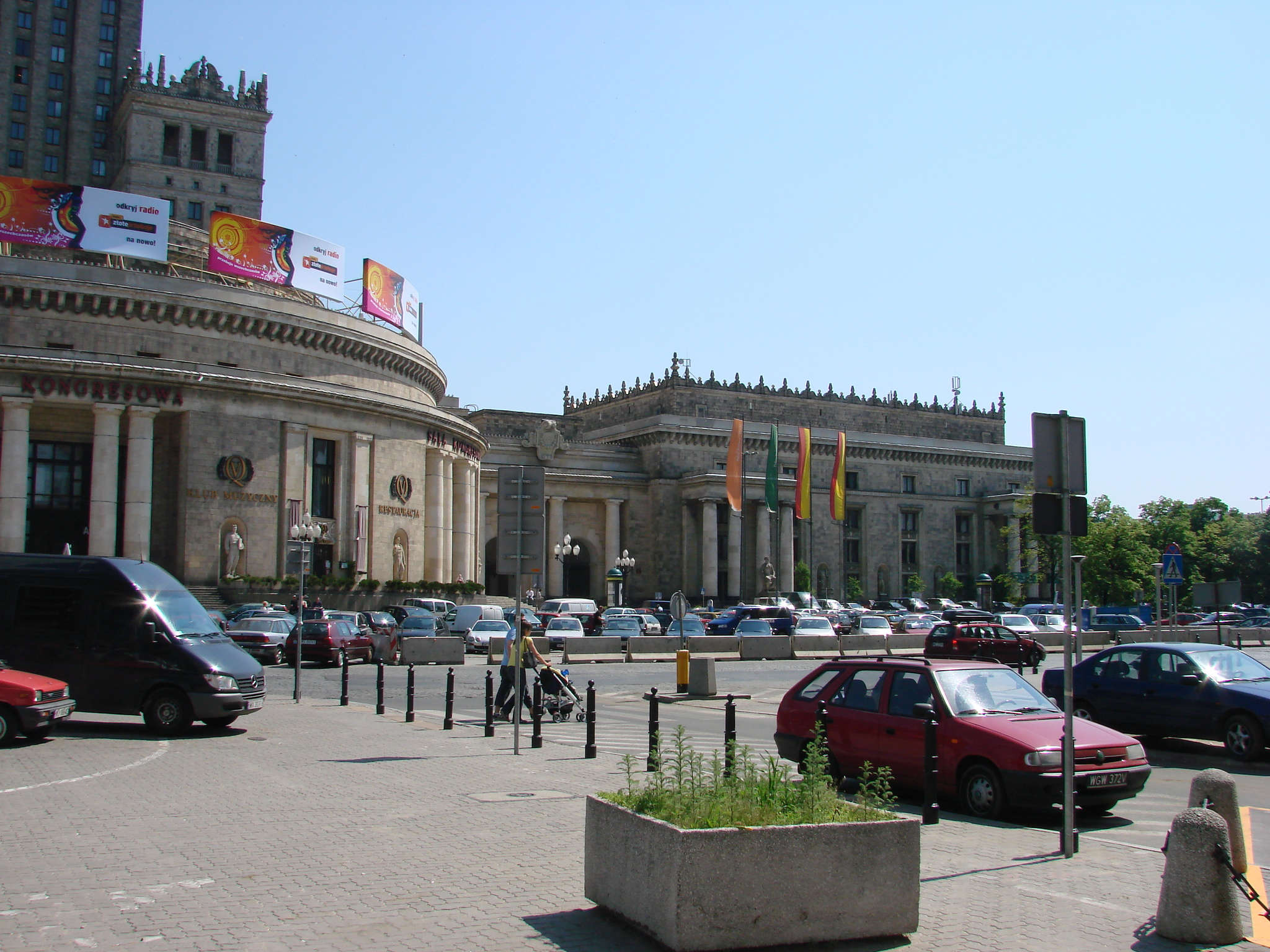
W głębi po prawej działka przy ul. Chmielnej 70. W wyniku jej reprywatyzacji wybuchł skandal nagłaśniający aferę reprywatyzacyjną w Warszawie

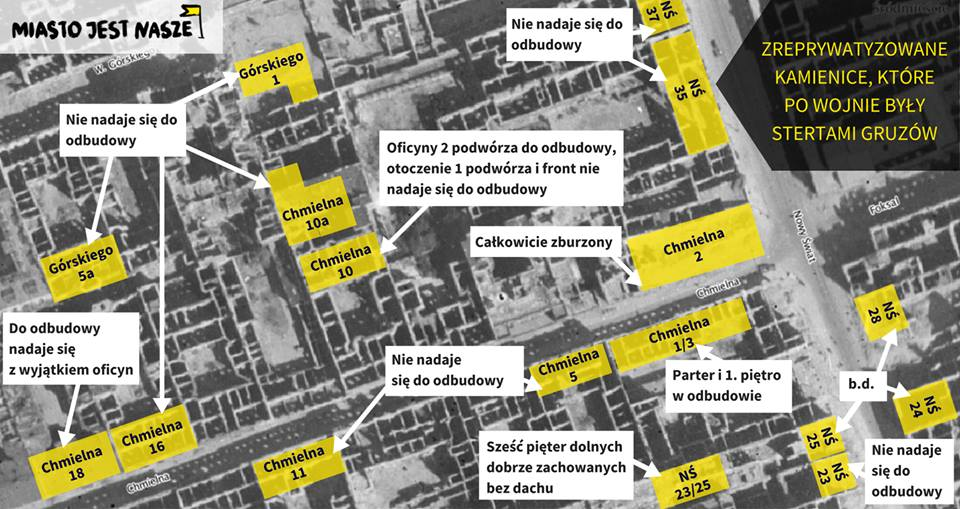
Stan tuż po II wojnie światowej. Nieruchomości w okolicy skrzyżowania Chmielnej z Nowym Światem, które następnie zreprywatyzowano w l. 1990–2016

Afera reprywatyzacyjna w Warszawie – nieprawidłowości popełniane przy zwracaniu nieruchomości warszawskich w drodze reprywatyzacji po upadku PRL. O sprawie zrobiło się głośno w mediach za sprawą wybuchłego pod koniec sierpnia 2016 skandalu korupcyjnego, który stał się bezpośrednią przyczyną utworzenia Komisji Weryfikacyjnej.

## Tło historyczne
W 1990, po upadku PRL, rozpoczął się proces reprywatyzacji warszawskich nieruchomości przejętych na podstawie tzw. dekretu Bieruta, w wyniku którego zwrócono ich 4157 (stan na 7 czerwca 2016). Za prezydentury Hanny Gronkiewicz-Waltz częstotliwość zwracania nieruchomości zwiększyła się z ok. 130 do ok. 200 nieruchomości rocznie (w 2008 i 2009 po blisko 300 kamienic). Na przypadki nadużyć podczas procesu reprywatyzacji (z okresu prezydentury Hanny Gronkiewicz-Waltz i jej poprzedników) uwagę początkowo zwracali niektórzy politycy (np. Piotr Ikonowicz), środowiska lokatorskie (np. Warszawskie Stowarzyszenie Lokatorów czy Komitet Obrony Lokatorów), ruchy miejskie oraz media. Oszacowano, że w latach 1990–2016 liczba poszkodowanych osób procesem reprywatyzacji w Warszawie wyniosła od 40 tys. do 55 tys.

## Przebieg afery i reakcje

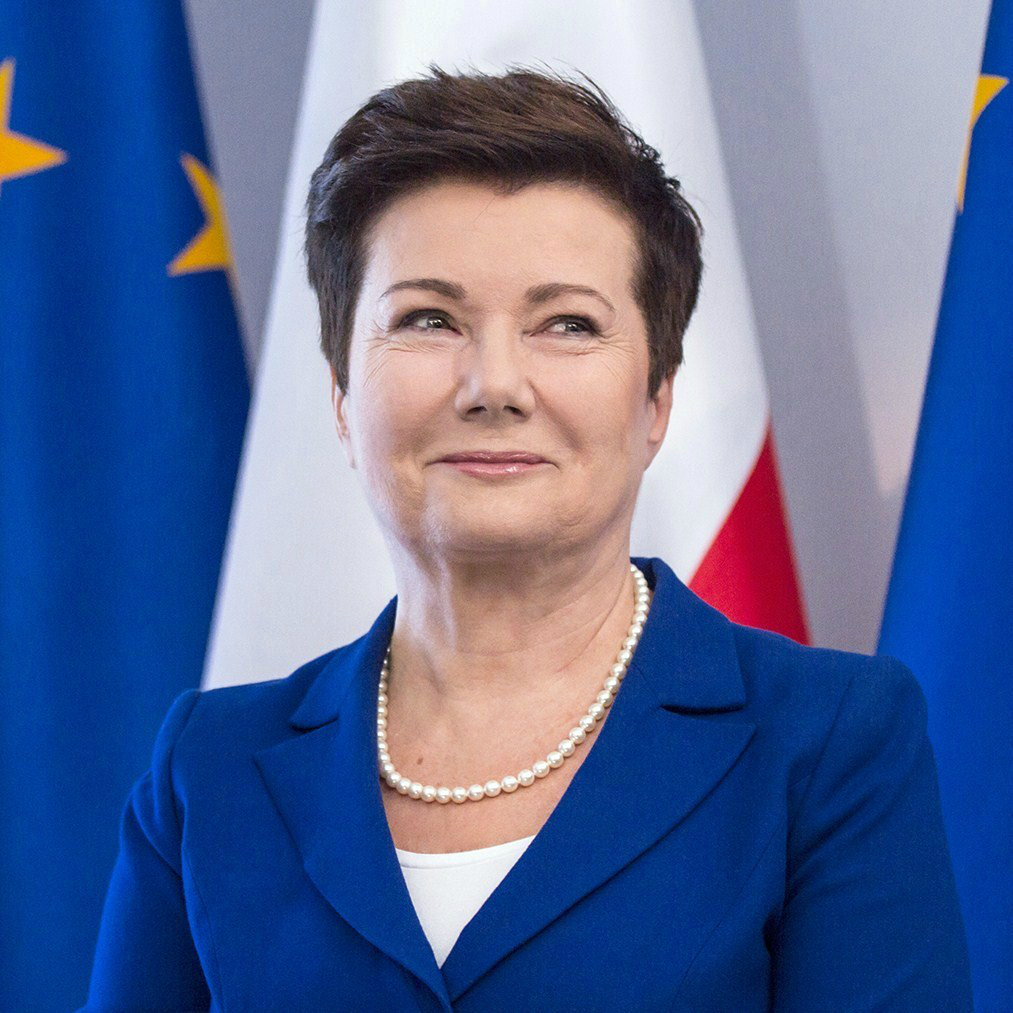
Hanna Gronkiewicz-Waltz, prezydent Warszawy od 2006 do 2018

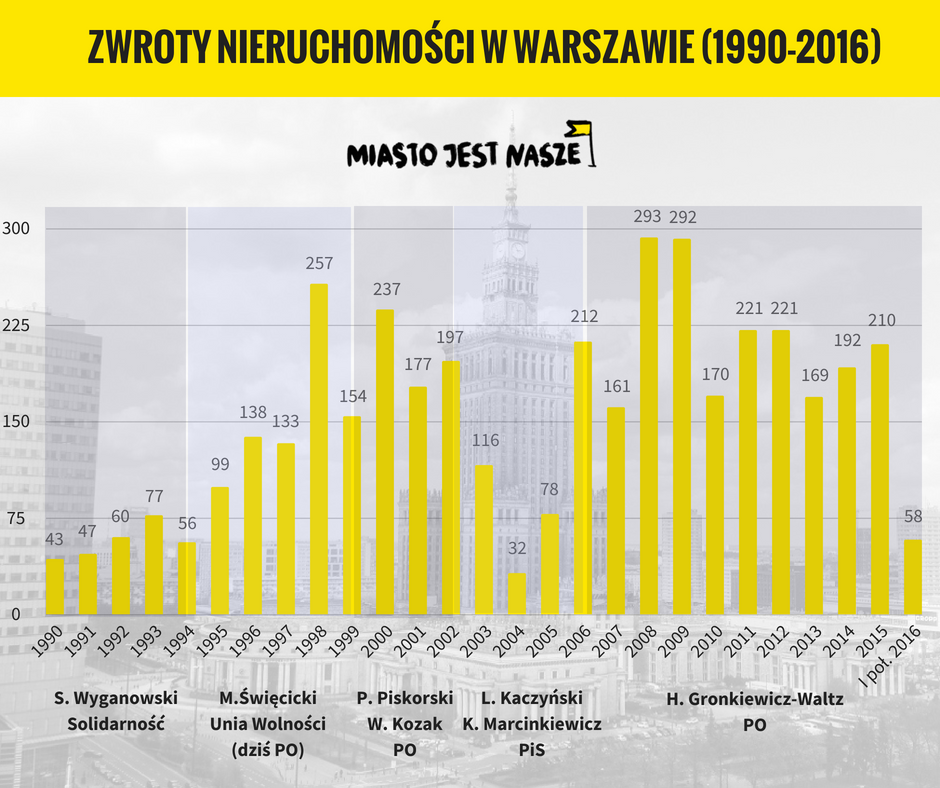
Liczba zreprywatyzowanych nieruchomości w poszczególnych latach (1990–2016)

Afera ujawniona została w wyniku serii publikowanych (ze szczególnym nasileniem od kwietnia 2016) w „Gazecie Wyborczej” przez Iwonę Szpalę i Małgorzatę Zubik artykułów, w których opisywano nieprawidłowości warszawskiej reprywatyzacji oraz niejasne związki między urzędnikami Ratusza a następcami prawnymi dawnych właścicieli nieruchomości. Przypadkiem, który zyskał największy rozgłos, były powiązania pomiędzy adwokatem Robertem Nowaczykiem, który przejął około 50 parcel w stolicy oraz wicedyrektorem Biura Gospodarki Nieruchomościami Jakubem Rudnickim, który przygotowywał i podpisywał decyzje zwrotowe. Dziennikarki te opisały, jak miasto w 2012 oddało działkę przy ul. Chmielnej 70 o szacunkowej wartości ok. 160 milionów złotych, której nie należało zwracać, gdyż roszczenia do niej zostały spłacone jeszcze w czasach PRL na podstawie umów indemnizacyjnych.
Po ujawnieniu tej sprawy część środowisk politycznych i komentatorów domagała się dymisji prezydent Warszawy (z ramienia Platformy Obywatelskiej) Hanny Gronkiewicz-Waltz. W odpowiedzi na aferę reprywatyzacyjną we wrześniu 2016 zdymisjonowała swoich wiceprezydentów – Jarosława Jóźwiaka i Jacka Wojciechowicza (również polityków Platformy Obywatelskiej). Rozwiązała także Biuro Gospodarki Nieruchomościami, które było odpowiedzialne za rozpatrywanie wniosków o zwrot nieruchomości. Jego dyrektor, Marcin Bajko, został zwolniony. Innymi następstwami sprawy były aresztowania m.in. kilkorga byłych urzędników urzędu miasta (w tym zatrudnionego przed objęciem urzędu przez Hannę Gronkiewicz-Waltz wicedyrektora BGN) i adwokatów (m.in. Roberta Nowaczyka), jak też odwołanie (a później również tymczasowe aresztowanie) dziekana Okręgowej Rady Adwokackiej w Warszawie.
W 2017 powołano tzw. Komisję Weryfikacyjną, której celem miało być wyjaśnienie i usuwanie skutków warszawskich decyzji reprywatyzacyjnych wydanych z naruszeniem prawa.